# Liste der Einträge im National Register of Historic Places im Fayette County (West Virginia)
Diese Liste der Einträge im National Register of Historic Places im Fayette County (West Virginia) enthält alle im Fayttte County, West Virginia in das National Register of Historic Places eingetragenen Gebäude, Bauwerke, Objekte, Stätten oder historischen Distrikte.
Diese Liste entspricht dem Bearbeitungsstand des National Park Service/National Register of Historic Places vom 23. August 2024.

## Legende
| NRHP | Historic Place             |
| HD   | National Historic District |

## Aktuelle Einträge
| [ 2 ] | Name                                                           | Bild                                      | Eintragsdatum                 | Lage | Ort           | Beschreibung |
| ----- | -------------------------------------------------------------- | ----------------------------------------- | ----------------------------- | --- | ------------- | ------------ |
| 1     | Altamont Hotel                                                 | Altamont Hotel                            | 29. Aug. 1979 ID-Nr. 79002574 | 110 Fayette Ave. 38° 3′ 9″ N, 81° 6′ 7″ W | Fayetteville  |              |
| 2     | Bank of Glen Jean                                              | weitere Bilder                            | 10. Feb. 1983 ID-Nr. 83003236 | Main St. 37° 55′ 42″ N, 81° 9′ 19″ W | Glen Jean     |              |
| 3     | Camp Washington-Carver Complex                                 | Camp Washington-Carver Complex            | 20. Juni 1980 ID-Nr. 80004017 | County Route 11/3 38° 0′ 36″ N, 80° 58′ 14″ W | Clifftop      |              |
| 4     | Contentment                                                    | Contentment                               | 30. Dez. 1974 ID-Nr. 74001996 | an der U.S. Route 60 38° 8′ 6″ N, 81° 6′ 11″ W | Ansted        |              |
| 5     | Fayette County Courthouse                                      | weitere Bilder                            | 6. Sep. 1978 ID-Nr. 78002793  | Court St. zwischen der Wiseman und Maple Aves. 38° 3′ 13″ N, 81° 6′ 13″ W                                                                                       | Fayetteville  |              |
| 6     | Fayetteville Esso Station                                      | Fayetteville Esso Station                 | 4. Dez. 2018 ID-Nr. 100003250 | 145 S Court St. 38° 3′ 7″ N, 81° 6′ 8″ W | Fayetteville  |              |
| 7     | Fayetteville Historic District                                 | Fayetteville Historic District            | 20. Dez. 1990 ID-Nr. 90001845 | zwischen der West Virginia Route 16, Maple und Fayette Aves. 38° 3′ 5″ N, 81° 6′ 25″ W                                                                          | Fayetteville  |              |
| 8     | Gauley Bridge Railroad Station                                 | Gauley Bridge Railroad Station            | 15. Mai 1980 ID-Nr. 80004018  | West Virginia Route 16 und West Virginia Route 39 38° 9′ 53″ N, 81° 11′ 46″ W                                                                                   | Gauley Bridge |              |
| 9     | Glen Ferris Inn                                                | Glen Ferris Inn                           | 25. Apr. 1991 ID-Nr. 91000449 | U.S. Route 60 38° 9′ 1″ N, 81° 12′ 53″ W | Glen Ferris   |              |
| 10    | Halfway House                                                  | Halfway House                             | 18. Dez. 1978 ID-Nr. 78002792 | U.S. Route 60 38° 8′ 5″ N, 81° 5′ 39″ W | Ansted        |              |
| 11    | E. B. Hawkins House                                            | E. B. Hawkins House                       | 18. Jan. 1990 ID-Nr. 89002319 | 120 Fayette Ave. 38° 3′ 12,5″ N, 81° 6′ 2″ W | Fayetteville  |              |
| 12    | Dr. John Hughart House                                         | Dr. John Hughart House                    | 26. März 2001 ID-Nr. 01000262 | West Virginia Route 41 37° 58′ 15″ N, 80° 56′ 7,2″ W | Landisburg    |              |
| 13    | Kay Moor                                                       | weitere Bilder                            | 8. Nov. 1990 ID-Nr. 90001641  | entlang des New River, südlich der U.S. Route 19 38° 2′ 52″ N, 81° 3′ 53″ W                                                                                     | Fayetteville  |              |
| 14    | Main Building                                                  | Main Building                             | 25. Juni 1980 ID-Nr. 80004019 | West Virginia University Institute of Technology 38° 10′ 45,5″ N, 81° 19′ 31,1″ W                                                                               | Montgomery    |              |
| 15    | Mount Hope Historic District                                   | weitere Bilder                            | 3. Aug. 2007 ID-Nr. 07000785  | Teilbereiche der Main, Tennessee, Montana und Virginia Sts., Fayette und Mountain Aves., Stadium Dr., N. Pax Ave. und N. Maryland 37° 53′ 33″ N, 81° 10′ 4,1″ W | Mount Hope    |              |
| 16    | New Deal Resources in Babcock State Park Historic District     |                                           | 5. März 2020 ID-Nr. 100003518 | 486 Babcock Rd. 37° 59′ 43,4″ N, 80° 57′ 14″ W | Clifftop      |              |
| 17    | New Deal Resources in Hawk's Nest State Park Historic District | weitere Bilder                            | 4. Feb. 2011 ID-Nr. 10001225  | 49 Hawks Nest State Park Rd. 38° 7′ 23,2″ N, 81° 7′ 13,1″ W | Ansted        |              |
| 18    | New River Company General Office Building                      | New River Company General Office Building | 21. Apr. 2004 ID-Nr. 04000357 | 411 Main St. 37° 53′ 47″ N, 81° 9′ 56,2″ W | Mount Hope    |              |
| 19    | New River Gorge Bridge                                         | weitere Bilder                            | 14. Aug. 2013 ID-Nr. 13000603 | U.S. Route 19 über den New River 38° 4′ 5,9″ N, 81° 4′ 59,9″ W                                                                                                  | Fayetteville  |              |
| 20    | Nuttallburg Coal Mining Complex and Town Historic District     | weitere Bilder                            | 22. Aug. 2007 ID-Nr. 07000846 | County Route 85/2 38° 3′ 0,4″ N, 81° 2′ 25,3″ W | Nuttallburg   |              |
| 21    | Oak Hill High School                                           |                                           | 4. Sep. 2020 ID-Nr. 100004283 | 140 School St. 37° 58′ 28,9″ N, 81° 8′ 56″ W | Oak Hill      |              |
| 22    | Oak Hill Railroad Depot                                        | Oak Hill Railroad Depot                   | 17. März 1995 ID-Nr. 95000255 | Straßenkreuzung der Virginia Ave. und Central Ave. 37° 58′ 37,9″ N, 81° 8′ 57,8″ W                                                                              | Oak Hill      |              |
| 23    | Page-Vawter House                                              | weitere Bilder                            | 21. Aug. 1985 ID-Nr. 85001813 | Route Box 20 38° 8′ 12,8″ N, 81° 6′ 6,1″ W | Ansted        |              |
| 24    | Prince Brothers General Store-Berry Store                      | weitere Bilder                            | 17. Apr. 1986 ID-Nr. 86000810 | West Virginia Route 41 37° 51′ 22″ N, 81° 3′ 49″ W | Prince        |              |
| 25    | Soldiers and Sailors Memorial Building                         | Soldiers and Sailors Memorial Building    | 31. Mai 2016 ID-Nr. 16000312  | 200 W. Maple Ave. 38° 3′ 7″ N, 81° 6′ 19″ W | Fayetteville  |              |
| 26    | Thurmond Historic District                                     | weitere Bilder                            | 27. Jan. 1984 ID-Nr. 84003520 | County Route 25/2 37° 57′ 29,2″ N, 81° 4′ 40,1″ W | Thurmond      |              |
| 27    | Tyree Stone Tavern                                             | Tyree Stone Tavern                        | 20. Juni 1975 ID-Nr. 75001884 | östlich von Clifftop in der Nähe der U.S. Route 19 38° 0′ 42,1″ N, 80° 54′ 18″ W                                                                                | Clifftop      |              |
| 28    | Whipple Company Store                                          | Whipple Company Store                     | 26. Apr. 1991 ID-Nr. 91000448 | Straßenkreuzung der West Virginia Route 612 und County Route 21/20 37° 57′ 31″ N, 81° 9′ 56,9″ W                                                                | Scarbro       |              |